# Ідомен Коштурі
Ідхомен Коштурі (1873, Корча — 1943, Дуррес) — албанський політик, короткий час займав пост Прем'єр-міністра Албанії. Він був другим християнином, хто очолив уряд Албанії.